# Donald Calloway
Donald Hugh Calloway, MIC (Dearborn, 29 de junho de 1972) é sacerdote católico da Congregação dos Padres Marianos da Imaculada Conceição da Santíssima Virgem Maria e escritor estadunidense. Ele é conhecido por sua história de conversão e por seu livro de 2020, Consagração a São José: As Maravilhas de Nosso Pai Espiritual.

## Biografia
Calloway nasceu em 29 de junho de 1972 em Dearborn, Michigan, filho do primeiro casamento de LaChita Gail Bianco com Daniel Eugene Hyre. Em 1981, sua mãe casou-se novamente com Donald Roy Calloway, um oficial da Marinha Estadunidense, que o adotou como seu filho. Um ano depois, nasceu seu irmão Matthew.
Donald passou seus primeiros anos na Virgínia Ocidental e cresceu no sul da Califórnia, em Los Angeles e em San Diego. Ele se descreveu como irritado e viciado em drogas na adolescência e é descrito como um “evasor do ensino médio”. Ele afirmou que usava drogas desde os onze anos de idade e era promíscuo .
Enquanto vivia no Japão, Calloway envolveu-se com a Yakuza, a máfia japonesa, e serviu como "traficante de drogas", transportando drogas e dinheiro para cassinos em Honshu. Quando tinha 15 anos, Calloway foi removido à força do Japão por suas atividades criminosas e envolvimento com a máfia.
Após sua extradição de volta aos Estados Unidos, Calloway foi internado em dois centros de reabilitação na Pensilvânia: New Beginnings, em Cove Forge, e o Instituto Charter Fairmont. Após suas reabilitações fracassadas, ele foi preso na Louisiana ao completar dezoito anos.
Certa noite, depois de se recusar a sair com os amigos, Calloway começou a ler o livro A Rainha da Paz Visita Medjugorje. Ele credita a este livro a mudança em sua vida, após a leitura ele se converteu ao catolicismo romano.
Calloway foi ordenado sacerdote em 31 de maio de 2003 no Santuário Nacional da Divina Misericórdia em Stockbridge, Massachusetts. Ele possui bacharelado em artes (Universidade Franciscana de Steubenville), mestrado em divindiade (Casa Dominicana de Estudos, Washington, DC), STB (Casa Dominicana de Estudos, Washington, DC) e STL (Instituto Mariano Internacional de Pesquisa, Dayton). Pratica na Congregação dos Padres Marianos da Imaculada Conceição da Santíssima Virgem Maria.
Calloway lidera peregrinações ao redor do mundo aos santuários marianos. Liderou viagens pela Terra Santa com o ator Jim Caviezel.

## "O Padre Surfista"
O hobby favorito de Calloway é surfar. Ele é conhecido como “o padre do surf” ou “o padre surfista”. “Para ser honesto, gosto do perigo e da dificuldade disso”, disse Calloway. “Eu gosto de um desafio. Durante toda a minha vida amei o oceano."

## Consagração a São José
Acreditando que "o mundo precisa de São José agora mais do que nunca", Calloway criou uma Consagração de São José e publicou um livro com o mesmo título em 2020.  A consagração de Calloway a São José segue o modelo da Consagração a Maria de São Luís de Montfort .
Calloway afirmou que “a primeira pessoa a confiar-se ao cuidado espiritual de José e Maria foi na verdade Jesus”. Em seu livro, Calloway escreve que a consagração a São José significa “que você reconhece que ele é seu pai espiritual e deseja ser como ele. Para demonstrá-lo, você se confia inteiramente aos seus cuidados paternos, para que ele vos ajude com amor a adquirir as suas virtudes e a torná-los santos. São José, por sua vez, dará aos seus consagrados sua amorosa atenção, proteção e orientação”.
O livro de Calloway , Consagração a São José: As Maravilhas de Nosso Pai Espiritual, vendeu mais de um milhão de cópias em todo o mundo e está disponível em mais de quinze idiomas.
Calloway também publicou uma continuação intitulada Consagração a São José para Crianças e Famílias com o coautor Scott L. Smith,

## Prêmios e reconhecimentos
A história de conversão de Calloway foi transformada em um documentário intitulado The Testimony of Fr. Donald Calloway, que ganhou um prêmio Emmy em 2017.
Uma palestra que Calloway deu em abril de 2017, intitulada; 'O Rosário: Espada Espiritual de Nossa Senhora', teve mais de um milhão de visualizações no YouTube em julho de 2020.